# 橋本昌和
橋本昌和（日语：／ Hashimoto Masakazu，1975年—），日本男性動畫演出家、動畫導演。出身於廣島縣。

## 來歷、人物
橋本昌和喜歡《湯姆貓與傑利鼠》和查理·卓别林的作品，因此決定從事動畫業，並進入東映動畫研究所。畢業後，他加入Production I.G並擔任製作進行。轉入BEE TRAIN後，他在《沙漠的海賊！隊長庫珀》（第8話）中作為編劇兼演出首次亮相，2002年成為自由工作者。其導演處女作是《雷頓大冒險：永遠的歌姬》。除了執導《TARI TARI》之外，也活躍於劇本統籌、編劇、插入歌詞等各個領域。
自2013年起，他每隔一年就被指派執導SHIN-EI動畫製作的《蠟筆小新》電影系列，2015年上映的第二部《蠟筆小新：我的搬家物語 仙人掌大襲撃》超過了1993年上映的《動感超人VS高衩魔王》22.2億日圓的票房收入，創下了系列新紀錄。
他經常與同為動畫導演兼演出家的增井壯一合作，但他表示這是一個「巧合」。

### 獲獎紀錄
- 2016年：第25屆日本電影影評人大獎動畫部門導演獎（《蠟筆小新：我的搬家物語 仙人掌大襲撃》）[4]

## 參加作品

### 電視動畫
1999年
- 徽章戰士（—2000年，製作進行）

2001年
- 機巧奇傳（製作進行）
- 沙漠的海賊！隊長庫珀（日语：砂漠の海賊!キャプテンクッパ）（—2002年，編劇、演出）

2002年
- 鬼眼狂刀KYO（演出）
- 青出於藍（演出）
- 我們這一家（—2009年，分鏡、演出）

2003年
- L/R -Licensed by Royal-（日语：L/R -Licensed by Royal-）（演出）
- 魔偵探洛基 RAGNAROK（演出）
- 廢棄公主（演出）
- 一騎當千（分鏡）
- 鋼之鍊金術師（—2004年，分鏡、演出）

2004年
- 十兵衛2 -西伯利亞柳生的逆襲-（演出）
- 陸奧圓明流外傳 修羅之刻（分鏡、演出）
- KURAU Phantom Memory（日语：KURAU Phantom Memory）（分鏡）

2005年
- IGPX（—2006年，演出）

2006年
- 獸爪（日语：ケモノヅメ）（演出）

2007年
- 新勇者萊汀（日语：REIDEEN）（分鏡、演出）

2009年
- 元氣媽媽（分鏡）
- 塔麻可吉！（分鏡）

2010年
- 閃亮雙胞胎（分鏡）
- 蠟筆小新（分鏡）
- Angel Beats！（分鏡）
- 星際寶貝：神奇大冒險 ～最棒的朋友～（—2011年，分鏡、演出）

2011年
- 花開物語（分鏡、演出）

2012年
- TARI TARI（導演、劇本統籌、編劇、插入歌作詞、分鏡、演出、OP分鏡&演出、ED分鏡&演出）

2013年
- 來自風平浪靜的明日（分鏡）

2014年
- Soul Eater Not！（導演、劇本統籌、編劇、分鏡、OP分鏡&演出）

2016年
- 春&夏事件簿 ～春太與千夏的青春～（導演[5]、編劇、分鏡、演出）

2017年
- 櫻花任務（分鏡）

2020年
- 天晴爛漫！（導演、劇本統籌、故事原案[6]）

2021年
- 白沙的Aquatope（分鏡）

2022年
- 秋葉原冥途戰爭（分鏡、演出）

### 電影動畫
2000年
- 人狼 JIN-ROH（製作進行）

2005年
- 劇場版 鋼之鍊金術師：森巴拉的征服者（演出）

2008年
- 蠟筆小新：風起雲湧的金矛勇者（分鏡）

2009年
- 雷頓大冒險：永遠的歌姬（導演、分鏡、演出）

2011年
- 蠟筆小新：黃金間諜大作戰（分鏡）

2013年
- 蠟筆小新：超級美味！B級美食大逃亡!!（導演、分鏡、插入歌作詞）

2015年
- 蠟筆小新：我的搬家物語 仙人掌大襲擊（導演、分鏡、插入歌作詞）

2017年
- 蠟筆小新：宇宙人Pi力來襲!!（導演[7]、編劇、分鏡）

2018年
- 於離別早晨飾上約定之花（演出）
- 蠟筆小新：功夫小子 ～拉麵大亂鬥～（分鏡）

2019年
- 蠟筆小新：新婚旅行風暴 ～奪回廣志大作戰～（導演）

2022年
- 蠟筆小新：幽靈忍者珍風傳（導演、編劇）

2025年
- 蠟筆小新：超華麗！灼熱的春日部舞者（導演[8]）

### OVA
2003年
- I'll/CKBC（日语：I'll）（演出）

2006年
- 網球王子OVA 全國大會篇（—2008年，分鏡、演出）

### 廣播劇CD
2013年
- TARI TARI 廣播劇CD 啟程之歌（編劇）

## 相關項目
- 東映動畫研究所
- Production I.G
- BEE TRAIN
- 日本動畫師列表（日语：アニメ関係者一覧）

## 外部連結
- 橋本昌和的X（前Twitter） （日語）